# Rosie Pinhas-Delpuech
Rosie Pinhas-Delpuech (geboren am 28. Dezember 1946 in Istanbul) ist eine türkisch-französische Schriftstellerin und Übersetzerin.

## Leben
Rosie Pinhas-Delpuech wuchs in Istanbul als Tochter einer deutschsprachigen Mutter und eines französischsprachigen Vaters in einer Türkisch und Judäo-Spanisch sprechenden Umgebung auf. 1965 kam sie nach Frankreich, um an der Universität Paris-Nanterre bei Paul Riœur und Emmanuel Levinas Philosophie zu studieren. 1977 promovierte sie an der Universität Paris III in französischer Literatur mit der Arbeit L’autre monde : étude sur l’univers romanesque de Cyrano de Bergerac. Danach unterrichtete sie Philosophie und Literatur an der Universität Tel Aviv und in Beʾer Scheva an der Ben-Gurion-Universität im Negev, Israel.
1984 kehrte sie nach Paris zurück und spezialisierte sich auf literarische Übersetzungen aus dem Türkischen und Hebräischen. So übertrug sie die Bücher des türkischen Schriftstellers Sait Faik Abasıyanık ins Französische, diese Übersetzungen erschienen beim Verlag Bleu autour. Aus dem Hebräischen übertrug sie beim Verlag Actes Sud die Werke von Haim Gouri, David Grossman oder Etgar Keret. Bei Actes Sud in Arles leitet sie zudem seit 2003 die Buchreihe Lettres hébraïques.
2002 engagierte sich Rosie Pinhas-Delpuech in einem Buchprojekt der Nichtregierungsorganisation PRIME (Peace Research in the Middle East) und der Hessischen Stiftung Friedens- und Konfliktforschung (Frankfurt am Main). Dabei entstand durch die Zusammenarbeit von Dan Bar-On (Universität Beʾer Scheva), Eyal Naveh (Universität Tel Aviv) und Sami Adwan (Universität Bethlehem) und vielen weiteren Teilnehmern des Dialogs das Buch Learning Each Other’s Historical Narrative. Das Buch erschien gleichzeitig in Israel und im Westjordanland. Rosie Pinhas-Delpuech übersetzte die Texte des Hebräischen, Rachid Akel übernahm die Übersetzung des Arabischen für die Ausgabe beim Verlag Liana Levi in Paris unter dem Titel Histoire de l’autre (2004).

## Auszeichnungen
2014 wurde Pinhas-Delpuechs schriftstellerisches Gesamtwerk mit dem Literaturpreis Prix Alberto-Benveniste ausgezeichnet.

## Werke
- L’orthographe. Éditions Albin Michel, 1982
- Insomnia : une traduction nocturne. Éditions Actes Sud, 1997, Neuauflage bei Bleu autour 2011
- Suite byzantine. Éditions Bleu Autour, 2003, Neuauflage 2009[2]
- Anna : une histoire française. Éditions Bleu Autour, 2007
- L’angoisse d’Abraham. Éditions Actes Sud, 2016
- Le typographe de Whitechapel. Comment Y. H. Brenner réinventa l’hébreu moderne. Éditions Actes Sud, 2021 (Biografisches über Josef Chaim Brenner mit fiktionalen Elementen)